# Kev Walker
Pour les articles homonymes, voir Kevin Walker et Walker.
Kevin Walker, né en 1965, est un illustrateur et un dessinateur de comics britannique. Il a également réalisé un certain nombre d'illustrations pour la série de cartes à jouer Magic : L'Assemblée.

## Œuvre
- ABC Warriors, Arboris

3. Le Retour des guerriers, scénario de Pat Mills, dessins de Kev Walker, 1994  (ISBN 90-344-1051-X)
4. Raspatan, scénario de Pat Mills, dessins de Kev Walker, 1995  (ISBN 90-344-1065-X)
- Avengers Extra, Panini Comics

7. Dark Avengers 1/3, scénario de Jeff Parker, dessins de Decan Shalvey, Neil Edwards, Gabriel Hernández Walta et Kev Walker, 2013  (ISBN 978-2-8094-3412-5)
- Daemonifuge, scénario de Gordon Rennie, dessins de Kev Walker, Bulle Dog

1. Tome 1, 2003  (ISBN 2-84625-028-6)

- Marvel Stars, Panini Comics, collection Marvel Kiosque

1. Histoires secrètes, scénario de Jeff Parker, Ed Brubaker, Jonathan Hickman et Greg Pak, dessins de Kev Walker, Paul Pelletier, Alessandro Vitti et Mike Deodato Jr., 2011  (ISBN 978-2-8094-1834-7)
2. Mission accomplie, scénario de Jeff Parker, Ed Brubaker et Greg Pak, dessins de Kev Walker, Paul Pelletier, Will Conrad et Jesse Delperdang, 2011  (ISBN 978-2-8094-1869-9)
3. Perfection, scénario de Jeff Parker, Ed Brubaker, Jonathan Hickman, Greg Pak, dessins de Kev Walker, Paul Pelletier, Alessandro Vitti et Mike Deodato Jr., 2011  (ISBN 978-2-8094-1967-2)
- Marvel Universe, Panini Comics, collection Marvel Comics

21. War of Kings (4/7), scénario et dessins collectifs, 2010
25. Realm of Kings (1/4), scénario de Dan Abnett et Andy Lanning, desins de Leonardo Manco, Pablo Raimondi, Mahmud A. Asrar, Andrea Di Vito, Kev Walker et Wes Craig, 2011
28. Realm of Kings (4/4), scénario de Dan Abnett et Andy Lanning, dessins de Brad Walker, Pablo Raimondi, Mahmud A. Asrar, Tim Seeley, Kev Walker et Wes Craig, 2011  (ISBN 978-2-8094-2181-1)
- Spider-Man Universe, Panini Comics, collection Marvel Kiosque

5. Venom, scénario de Cullen Bunn et Rick Remender, dessins de Lan Medina et Kev Walker, 2013  (ISBN 978-2-8094-3219-0)
- Star Wars - Clone Wars, Delcourt, collection Contrebande

3. Dernier combat sur Jabiim, scénario de John Ostrander et Haden Blackman, dessins de Brad Anderson, Kev Walker, Jan Duursema et Brian Ching, 2004  (ISBN 2-84789-492-6)
- Uncanny Avengers, scénario de Rick Remender, Panini Comics

1. Nouvelle Union, dessins de John Cassaday, 2013  (ISBN 978-2-8094-3400-2)
2. Alliés mortels, co-scénario de Dennis Hopeless, Christopher Bachalo et Peter David, dessins de Kev Walker, Christopher Bachalo, John Cassaday et Michael Del Mundo, 2013  (ISBN 978-2-8094-3411-8)
3. A+X, co-scénario de Dennis Hopeless, Jason Aaron et James Asmus, dessins de Kev Walker, Pasqual Ferry, Billy Tan et John Cassaday, 2013  (ISBN 978-2-8094-3527-6)